# 佛所護念会教団
佛所護念会教団（ぶっしょごねんかいきょうだん）は、日本の新宗教。本部は東京都港区白金台。
日蓮系・法華系の新宗教で、関口嘉一と関口トミノによって設立された。会員数は923,811人（令和5年度末現在）。

## 歴史
教団を設立した関口嘉一は1897年（明治30年）1月、新潟県北蒲原郡水原町（現在の阿賀野市水原地区）に生まれ、14歳の時に上京し奉公勤めをする。更に15歳の時に北海道に渡ったが病気を患い新潟に戻り、1924年（大正12年）に再び上京し自転車店を経営、翌年、トミノと結婚した。
しかし長女の病死・長男の病弱を契機として、夫婦共に日蓮宗法華経寺や不動明王、また観音信仰をしていたが、隣人の勧めによりトミノが1933年（昭和8年）に霊友会に入信。嘉一も後に入信、第6支部長を歴任したが、霊友会の共同募金横領・脱税事件を契機に離脱。昭和25年（1950年） 10月30日 、妻のトミノと共に教団を設立した。
白金台、高輪地区に敷地を持ち、現在は、教団の駐車場として活用されている。
京都本圀寺より譲り受けた日蓮聖人自記筆の曼荼羅と河合家から預かった同じく日蓮聖人真筆の大日本国衛護の大曼荼羅の二体を保有する。
平成27年11月にさいたまスーパーアリーナで教団創立65周年式典を挙行している。
毎年、身延山久遠寺へ団体参拝を行うほか明治神宮・伊勢神宮への参拝を行う。また建国記念の日の奉祝・靖国神社の国家護持を主張する。

### 政治関連活動
政治との関わりは深く、これまで参議院の全国区・比例区選挙では大竹平八郎、佐藤三蔵、村上孝太郎、鳩山威一郎、藤井裕久、佐藤欣子、楢崎泰昌、尾辻秀久、有村治子、衛藤晟一、山谷えり子といった候補を支援してきた。石原家との関係もあり、石原慎太郎との新聞での対談記事などもある。
また、青木理によれば、日本会議との関係についてのAERA編集部による取材・アンケートにおいて、佛所護念会教団は、「皇室仰慕の諸活動や英霊の慰霊顕彰など、教団の考えに合う（日本会議の）取り組みについて、その趣旨に賛同する会員に協力を呼び掛けている」としている。
上杉聡は、新生佛教教団について「宗教右派」という言葉を用いて批判している。上杉は、過去に実施された日本会議のイベントの受付で、佛所護念会を含む各種宗教団体別の受付窓口が設けられており、「参加者を組織動員したことがうかがえる」としている。

## 歴代会長
| 代   | 氏名       | 就任年 | 退任年 |
| ---- | ---------- | ------ | ------ |
| 初代 | 関口嘉一   | 1950年 | 1961年 |
| 2    | 関口トミノ | 1961年 | 1990年 |
| 3    | 関口德髙   | 1990年 | 2014年 |
| 4    | 関口慶一   | 2014年 | 現在   |